# Лагутин, Леопольд Бабукариевич
Леопольд Бабукариевич Лагутин (16 января 1986 года, Черкесск) — российский профессиональный баскетболист, играющий на позиции атакующего защитника. Специализируется на выступлениях в баскетболе 3x3. Мастер спорта России.

## Биография
Родился в Черкесске. Отец Лагутина — из Мали. По собственным словам спортсмена, Леопольд никогда не видел отца, поэтому взял фамилию матери. Был назван в честь мультипликационного героя кота Леопольда. Начинал заниматься баскетболом в ДЮСШ № 1 г. Черкесск у тренера Умара Хубиева. В 15 лет переехал в Санкт-Петербург. В большом баскетболе выступал за коллективы Суперлиги и любительские команды. Со временем перешел в баскетбол 3x3, где он проявил себя в одном из ведущих клубов страны — ЦОП-Нева.
В 2015 году Лагутин в составе сборной России стал победителем первых в истории Европейских игр в Баку в турнире по баскетболу 3×3. По итогам соревнований он стал первым и единственным темнокожим спортсменом, ставшим чемпионом игр у россиян.
В августе 2022 года вместе с другими известными игроками принял участие в экспериментальном турнире по баскетболу 1x1 BetBoom B1BOX.

## Достижения

### Баскетбол 3x3
- Чемпион Европейских игр (1): 2015.